# Tatjana Grigorjewna Anodina

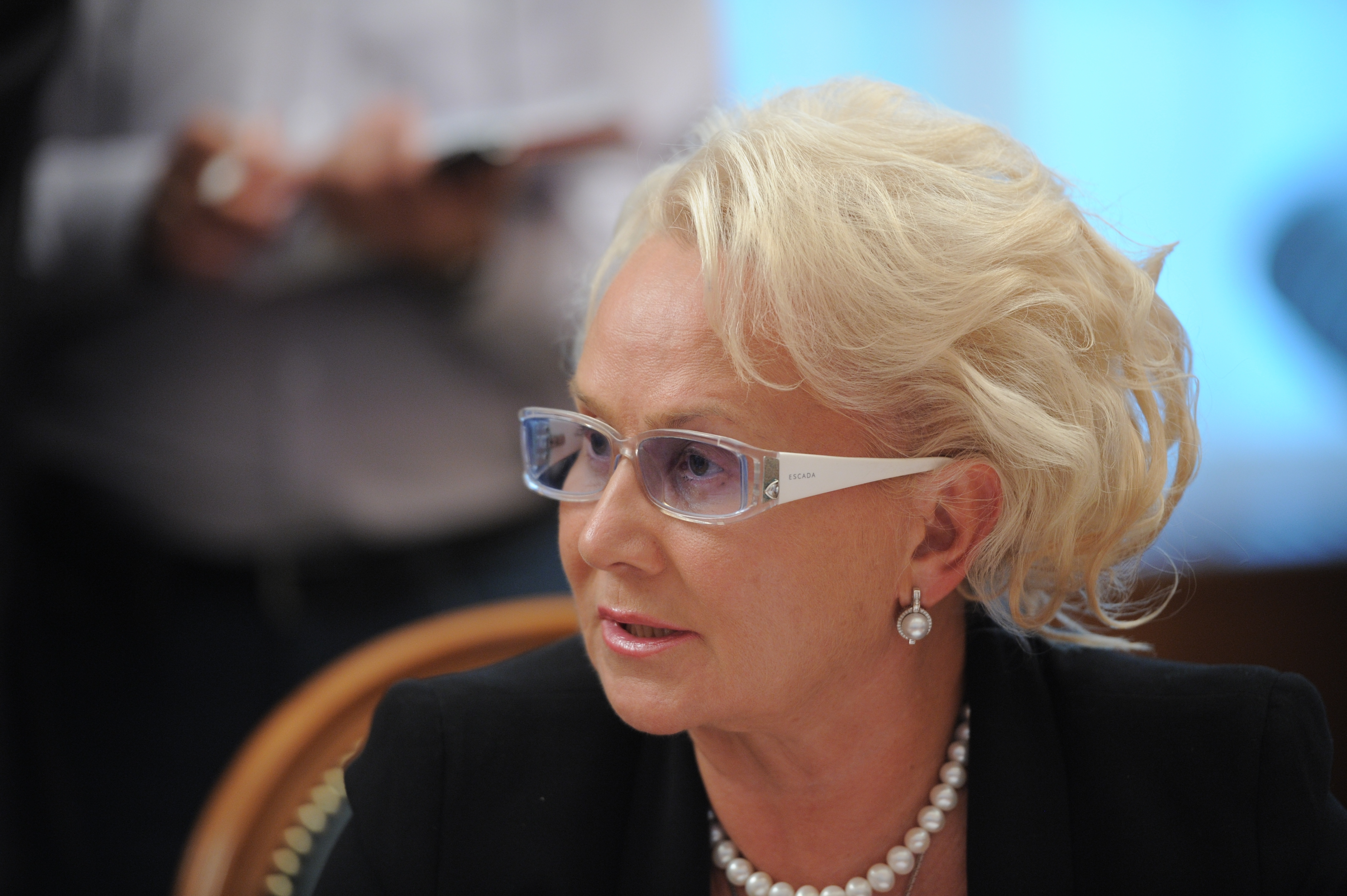
Tatjana Grigorjewna Anodina (2011)

Tatjana Grigorjewna Anodina (russisch Татьяна Григорьевна Анодина; * 16. April 1939 in Leningrad) ist eine sowjetisch-russische Luftfahrtingenieurin.

## Leben
Anodina, Tochter eines Militärpiloten, studierte am Polytechnischen Institut Lwow mit Abschluss 1961.
Nach dem Studium arbeitete Anodina im Forschungsinstitut für Zivilluftfahrt. Ihr Arbeitsgebiet war der Funkverkehr, die Navigation und Beobachtung der Satelliten. Sie führte Untersuchungen für neue Entwicklungen durch und organisierte die Arbeiten für die Anwendungen. Schließlich wurde sie Direktorin des Zentrums für Automatisierung der Flugsteuerung. Sie war Autorin von mehr als 100 Fachartikeln. Sie wurde zum Doktor der technischen Wissenschaften promoviert und zum Professor ernannt.
Anodina war Chefin einer der Hauptverwaltungen des Ministeriums für Zivilluftfahrt der UdSSR.
Nach dem Zerfall der UdSSR war Anodina 1991 wesentlich beteiligt an der Vorbereitung des Beschlusses zur Gründung des Zwischenstaatlichen Luftfahrtkomitees (MAK) beim Zwischenstaatlichen Rat für Luftfahrt und Nutzung des Luftraums der Gemeinschaft Unabhängiger Staaten, worauf sie Vorsitzende des MAK wurde.
Anodina war verheiratet mit dem Minister für Funktechnikindustrie der UdSSR Pjotr Stepanowitsch Pleschakow (1922–1987). Ihr Adoptivsohn Alexander Petrowitsch Pleschakow (* 1964) war 1991 Gründer und dann Vorsitzender des Direktorenrats der ersten nichtstaatlichen russischen Luftfahrtgesellschaft Transaero, während seine Frau Olga Alexandrowna Pleschakowa Generaldirektorin der Transaero war. Nach dem Bankrott der Transaero 2015 verließ Anodina mit Sohn und Schwiegertochter Russland, um sich in Frankreich niederzulassen.

## Ehrungen, Preise
- Jubiläumsmedaille „Zum Gedenken an den 100. Geburtstag von Wladimir Iljitsch Lenin“
- Orden des Roten Banners der Arbeit (1976)
- Staatspreis der UdSSR im Bereich Technik (1979)[4]
- Orden der Oktoberrevolution (1981)
- Edward-Warner-Medaille der Internationalen Zivilluftfahrtorganisation (1997)[5]
- Verdienter Wissenschaftler der Russischen Föderation (1997)[6]
- Verdienstorden für das Vaterland III. Klasse (1999)[7]
- Orden der Freundschaft der Republik Usbekistan (1999)[8]
- Olimpija-Preis der Russischen Akademie für Business und Unternehmertum für hervorragende Leistungen von Frauen in Russland (2002)[9]
- Verdienstorden der Ukraine III. Klasse (2007)[10]
- Anania-Schirakatsi-Medaille der Republik Armenien (2011)[11]
- Ritter der Ehrenlegion (2013)[12]